# نيكول مولر (لاعبة جمباز إيقاعي)
نيكول مولر (بالألمانية: Nicole Müller)‏ هي لاعبة جمباز إيقاعي ألمانية، ولدت في 14 نوفمبر 1994 في هامبورغ في ألمانيا.

## وصلات خارجية
- نيكول مولر على موقع أوليمبيديا (الإنجليزية)
- نيكول مولر على موقع اللجنة الأولمبية الألمانية (الألمانية)